# کازاتسیته
کازاتسیته (به بلغاری: Kazatsite) یک منطقهٔ مسکونی در بلغارستان است که در شهرستان ژبل واقع شده‌است.